# Zouley Sangaré
Zouley Sangaré, née le 6 août 1972 à Parakou et morte le 15 février 2013 à Sèdégbé, est une autrice-compositrice-interprète béninoise.

## Biographie
Zouley Sangaré naît le 6 août 1972 à Parakou. Elle est la cadette d’une famille de 7 enfants. Elle a longtemps participé aux concours inter–collèges, et de là, elle découvre son talent artistique. Célibataire sans enfants, elle meurt le 15 février 2013 à l'âge de 41 ans.

## Circonstances de mort
Zouley Sangaré est retrouvée morte dans des circonstances inconnues à son domicile au quartier Sèdégbé de l'arrondissement de Godomey situé dans la commune d'Abomey-Calavi. Son corps est retrouvé par la gendarmerie nationale qui défonce sa porte, alertée par les populations. Son corps découvert en état de putréfaction très avancé indique qu'elle est morte depuis quelques jours. Elle est enterrée le même jour au cimetière musulman de Pk14 selon les coutumes musulmanes.

## Hommages
Dix ans après sa mort, plusieurs médias et artistes lui rendent hommage,,,.

## Discographie
En 16 ans de carrière, elle enregistre 3 albums et de nombreux singles, y compris plusieurs collaborations avec de nombreux artistes locaux et internationaux tels que : Ismael Isaac, Ricos Campos. Elle a également participé aux Kora-Awards en 1998.
- Iriba Koubé (Nous allons nous rencontrer) : 1996
- Souda (Allons-y) : Sortie quelques années plus tard
- Seul : 2011

## Vie privée
Zouley est célibataire sans enfants.